# Souris, tu m'inquiètes
Pour plus de détails, voir Fiche technique et Distribution.
Souris, tu m'inquiètes est un film québécois réalisé par Aimée Danis, diffusé en 1974,. À mi-chemin entre la fiction documentée et le documentaire hérité du cinéma direct, ce premier moyen métrage d'Aimée Danis met en vedette Micheline Lanctôt, Luce Guilbeault et Luc Durand,. S'intégrant dans le programme En tant que femmes produit par l'Office national du film du Canada, sous la direction d'Anne Claire Poirier, le film décrit le mal-être grandissant d'une femme au foyer dans un Québec des années 70 où la quête identitaire et la libération sexuelle des femmes sont subordonnées à celles des hommes,,. 

## Synopsis
Si Francine (Micheline Lanctôt) est une femme au foyer ayant en apparence tout pour être heureuse, soit un mari travailleur (Luc Durand), des enfants joueurs et le confort du matérialisme bourgeois, pourquoi est-elle rongée par un malaise sans nom? Parce qu'en dehors des rôles d'épouse, de mère et de ménagère, rien ne la définit en elle-même et pour elle-même, en termes d'ambition personnelle ou d'existence individuelle,.

## Fiche technique
- Titre original : Souris, tu m'inquiètes

- Réalisation et scénario : Aimée Danis[9],[10]

- Assistante à la réalisation : Francine Gagné[11]
- Photographie : Daniel Fournier
- Direction artistique : Vianney Gauthier[1]

- Son : Jean-Guy Normandin[11]

- Musique : Pierre F. Brault

- Mixage : Jean-Pierre Joutel

- Montage image et son : Claire Boyer

- Production : Anne Claire Poirier, Jean-Marc Garand
  - Productrice exécutive : Nicole Chamson[2],[12]

- Société(s) de production et de distribution : Office national du film du Canada

- Pays d’origine : Canada ( Québec)

- Langue originale : français

- Format : couleur — Format 16 mm[13]

- Genre : drame, docufiction

- Durée : 57 minutes
- Date de première diffusion : 
  - Canada : 16 janvier 1974[14]

## Distribution
- Micheline Lanctôt : Francine Beauchemin
- Luc Durand : Jean-Pierre Beauchemin
- Olivette Thibault : Madame Beauchemin
- Luce Guilbeault : Pierrette Beauchemin
- Yves Létourneau : Monsieur Jodoin
- Aubert Pallascio (crédité Louis Aubert) : L'ami de la famille
- Bondfield Marcoux : L'adjoint de son président
- Philippe Gélinas : Philippe, enfant
- Antoine Gélinas : Antoine, enfant
- Geneviève Gélinas : Geneviève, enfant

## Autour du film
La cinéaste Aimée Danis est recrutée par Anne Claire Poirier dans le cadre du programme En tant que Femmes de l'Office national du film du Canada (ONF), dont l'objectif vise à mettre en valeur le cinéma féminin en lui donnant à la fois moyens et structure. Aimée Danis écrit le scénario de Souris, tu m'inquiètes après s'être documentée plusieurs mois durant auprès de plusieurs groupes de femmes québécoises :  des mères célibataires aux femmes universitaires, en passant par des femmes séparées ou divorcées,. Si le second groupe lui sert à déployer son récit autour de l'aliénation d'une femme ne vivant plus que pour sa famille, son parti pris fictionnel le plus évident réside dans le choix d’un milieu aisé, permettant par le fait même de distinguer le mal-être de Francine de toute préoccupation financière,.

#### SurSouris, tu m'inquiètes
- Louise Archer, « Le billet : Souris, tu m’inquiètes », Les 2 Rives,‎ 29 mai 1984
- Catherine Perreault, « Micheline Lanctôt brille de tous ses feux dans Souris, tu m’inquiètes », sur onf.ca, 3 avril 2013 (consulté le 11 janvier 2021)
- s.n., « Souris, tu m'inquiètes (Canada : Québec, 1973) - En tant que femmes / Société Nouvelle / Challenge for Change », TV Hebdo, vol. 16, no 9,‎ 27 septembre 1975, p. 131

#### Sur Aimée Danis
- Louise Beaudet, Robert Daudelin  et al., « 48 réalisatrices », Copie Zéro, no 6,‎ automne 1980, p. 37-63 (ISSN 0709-0471, lire en ligne)
- Jocelyne Denault, « Le cinéma féminin au Québec », Copie Zéro, no 11,‎ octobre 1981, p. 36-44 (lire en ligne)
- Guy Fournier, « Aimée Danis, une femme si effacée », Journal de Montréal,‎ 16 mai 2012 (lire en ligne)
- Michel Houel et Alain Julien, Dictionnaire du cinéma québécois, Montréal, Fides, 1978, 366 p. (ISBN 0775506990), p. 67-68
- Catherine Perreault, « L’héritage cinématographique d’Aimée Danis », sur blogue.onf.ca, 14 mai 2012 (consulté le 15 juin 2020)